# Взрыв мечети в Ширазе (2008)
Взрыв мечети Хосейнийе-Шохада в Ширазе произошёл вечером 12 февраля 2008 года, в 21:15 по местному времени (17:45 UTC). В результате происшествия погибли 12 человек, 202 получили ранения. Губернатор провинции Фарс, административным центром которой является город Шираз, заявил, что взрыв произошёл в результате детонации боеприпасов, оставшихся от выставки, посвящённой ирано-иракской войне, проводившейся в культурном центре при мечети.
Взрыв произошёл за несколько дней до намеченного визита в Шираз Высшего руководителя Ирана Али Хаменеи. В момент взрыва в мечети шла проповедь, осуждающая ваххабизм и бахаев.
Ответственность за теракт взяла на себя монархическая организация Тондар — Шахская ассамблея Ирана
10 апреля 2009 года было объявлено о казни троих преступников, ответственных за взрыв.